# Ati (Philippines)
Pour les articles homonymes, voir Ati.

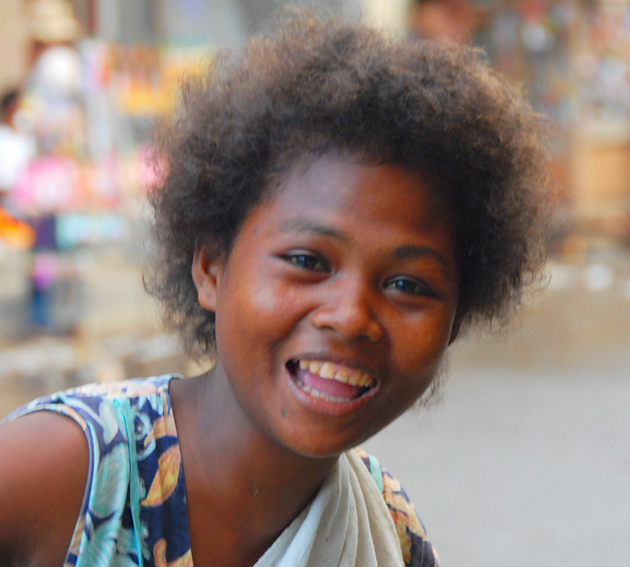
Jeune fille ati

Les Ati, ou Inati, sont une population de l'île de Panay dans les Philippines. Au nombre de 1 500 (1980), ils vivent en petits groupes dans les différentes provinces de l'île. On les classe parmi les Négritos,.

## Langue
Les Ati parlent une langue austronésienne appartenant au groupe bisayan des langues philippines dans la branche malayo-polynésienne. Cependant, pour Robert Blust leur langue fait partie des langues inati, un autre groupe des langues philippines.